# Felipe Muñoz
Felipe Muñoz Kapamas (Mexico City, 3 februari 1951) is een voormalig Mexicaans zwemkampioen. Hij was een van de drie Mexicaanse goudenmedaillewinnaars tijdens de Olympische Zomerspelen 1968 in Mexico City.
Op die spelen werd hij olympisch kampioen op de 200 m schoolslag. Hij was daarmee de eerste en tot op heden enige Mexicaan die olympisch kampioen werd op een zwemnummer.
Op de Pan-Amerikaanse Spelen 1971 in Cali (Colombia) won hij nog twee medailles: zilver op de 200 m schoolslag en brons op de 200 m wisselslag.
Op de Olympische Zomerspelen 1972 in München mocht hij de Mexicaanse vlag dragen bij de openingsceremonie. Hij nam deel aan de 100 en 200 m schoolslag. Op de 200 meter werd hij vijfde in de finale, op de 100 m overleefde hij de eerste ronde niet.
Hij is in 1991 opgenomen in de International Swimming Hall of Fame.
1908: Fred Holman ·
1912: Walter Bathe ·
1920: Håkan Malmrot ·
1924: Bob Skelton ·
1928: Yoshiyuki Tsuruta ·
1932: Yoshiyuki Tsuruta ·
1936: Tetsuo Hamuro ·
1948: Joe Verdeur ·
1952: John Davies ·
1956:  Masaru Furukawa ·
1960: Bill Mulliken ·
1964: Ian O'Brien ·
1968: Felipe Muñoz ·
1972: John Hencken ·
1976: David Wilkie ·
1980: Robertas Žulpa ·
1984: Victor Davis ·
1988: József Szabó ·
1992: Mike Barrowman ·
1996: Norbert Rózsa ·
2000: Domenico Fioravanti ·
2004: Kosuke Kitajima ·
2008: Kosuke Kitajima ·
2012: Dániel Gyurta ·
2016: Dmitri Balandin ·
2020: Zac Stubblety-Cook ·
2024: Léon Marchand